# Francis Lai
Francis Lai   (Niça, 26 d'abril de 1932 - 8è districte de París, 7 de novembre de 2018) fou un compositor i músic francès, especialista en músiques de pel·lícules, de crèdits i de cançons. És l'autor de la música de les pel·lícules Un homme et une femme i Love Story, pel qual rep l'Oscar a la millor banda sonora.

## Biografia
Practicant una música popular, d'acordió i de piano, Francis Lai es dona a conèixer en un principi com a compositor de cançons d'èxit.
Compongué, sovint sobre textos dels lletristes Pierre-André Dousset, Magali Déa, Boris Bergman, Luc Plamondon, Pierre Barouh, Didier Barbelivien i Catherine Desage, nombroses músiques per a Édith Piaf, Mireille Mathieu, Isabelle Aubret, Philippe Léotard, Petula Clark, Nicole Croisille, Dalida i Jacqueline Dulac així com per a diverses cantants quebequesos entre els quals Nicole Martin, Fabienne Thibeault, Ginette Reno i Martine Chevrier. Per a Nicole Martin, compongué, a la tardor de 1977, la música de la cançó Bonsoir tristesse  sobre text de Magali Déa. La cançó es converteix en un immens èxit tant al Japó com al Quebec i guanya per al Canadà el «Premi de la millor cançó estrangera» al Yamaha Music Festival que té lloc el novembre de 1977.
Quasi compositor habitual del director Claude Lelouch, signà igualment músiques de pel·lícula per a: Terence Young, Jean Delannoy, René Clément, Arthur Hiller, Christian-Jaque, Henri Verneuil, (entre altres)...
El 1966, fou nominat a l'Oscar a la millor banda sonora per la música de la pel·lícula Un homme et une femme (1966), i quatre anys més tard obté l'Oscar per a la trama de Love Story.

Per a Lacombe i Rocle 
| « | Francis Lai imposa un univers desposseït construït sobre un mínim de recerques melòdiques. | » |

 Ha compost igualment el 1974 la preparació musical de FR3, tercera cadena pública de la televisió francesa procedent de l'escissió del ORTF: Bonjour la 3, L'Âge tendre (FR3 Jeunesse), Le Cinéma de minuit (títol Les Étoiles du cinéma - interpretada al violícel i a la guitarra)Les Étoiles du cinéma, Ce soir sur FR3, etc. Destacà per la utilització d'instruments de música electrònics: ones Martenot, sintetitzador analògic, acordió electrònic; després, més tard, per la utilització de sintetitzadors digitals, contribueix així a la identitat cinematografia d'aquesta cadena creada el 1972, com ho desitjava el seu primer president Claude Contamine.

## Principals cançons
Al Quebec: 
- Nicole Martin: Je lui dirai el 1976, Bonsoir tristesse, Quand on s'en va le cœur oublie et Vivre d'amour el 1977, Ta vie, Un autre jour et De la pluie à l'amour el 1978, Quelques pas dans la ronde el 1979.
- Fabienne Thibeault: À nous deux el 1979, Femme de l'univers el 1983.
- Ginette Reno: Être seule el 1983.
- Martine Chevrier: Les enfants de la Terre el 1984.

A França: 
- Édith Piaf: L'homme de Berlin el 1960, C'était pas moi et Les gens el 1961.
- Jacqueline Dulac: Lorsqu'on est heureux et Venise sous la neige el 1967, On pleure le matin el 1968, Quand el 1969, Lettre des îles i Londres ce soir el 1970.
- Nicole Croisille: Un homme et une femme el 1966, Vivre per vivre el 1967, Killy et Where Did Our Summers Go el 1968, Le passager de la pluie el 1969, Les Uns et les Autres el 1981, Femme parmi les femmes, Il y avait, Images, Avant toi i Un deuxième amour el 1984, Itinéraire d'un enfant gâté el 1988, Les clés du paradis el 1990.
- Frida Boccara: Un homme et une femme el 1967.
- Danièle Licari: Treize jours en France el 1968.
- Isabelle Aubret: Amour de Norvège el 1969.
- Petula Clark: C'est toujours l'heure de l'amour el 1969, Il faut trouver le temps d'aimer el 1970.
- Dalida: Pour qui, per quoi el 1970.
- Serge Reggiani: Les objets perdus el 1975.
- Mireille Mathieu: Tu riais, Je n'ai jamais eu de poupées, Je ne sais rien de toi, Je t'aime à en mourir, Tout a changé sous le soleil i Tout per être heureux el 1972, La bonne année el 1973, Je t'aime amb ma peau el 1978, després La vie n'est plus la vie sans nous, Chansons des rues (2002), Un peu d'espérance (2005), Mayerling, Une histoire d'amour i d'altres.
- Noëlle Cordier: J'avais 16 ans el 1968, Les oiseaux el 1969.
- Pierre Barouh: À l'ombre de nous el 1966, Descente el 1968.
- Nicoletta: Le petit matin el 1971, Autant mourir au soleil el 1973.
- Séverine (chanteuse): Du soleil plein les yeux el 1971.
- Johnny Hallyday: L'Aventure c'est l'aventure el 1972.
- Yves Montand: La bicyclette el 1968.
- Bulle Ogier / Rufus: Mariage el 1974.
- Jacques Dutronc: Ballade du Bon et des Méchants el 1975.
- Françoise Hardy: Femme parmi les femmes pel film Si c'était à refaire el 1976
- Jacques Villeret: Ballade d'un enfant du siècle el 1979.
- Charles Aznavour: Je n'attendais que toi el 1983.
- Mama Béa: Prière el 1983.
- Linda de Suza: Blessée peut-être el 1985.
- Richard Berry: Plus fort que nous et Cent ans déjà el 1986.
- Nana Mouskouri: Serons-nous spectateurs el 1986.
- Jean Guidoni: Qui me dira ? el 1988.
- Arielle Dombasle: Nada Mas el 1988.
- Pablo Gilabert: Marie, Maria, Mariage el 1992.
- Philippe Léotard: Tout ça per ça el 1993.
- Jean-Paul Belmondo: J'en ai tant vu el 1995.
- Patricia Kaas: La chanson des Misérables  el 1995.

Als Estats Units: 
- Andy Williams: A Man and a Woman el 1967.
- Claudine Longet: Un homme et une femme el 1967.
- Elton John: From Denver to L. A. el 1970.
- Ella Fitzgerald: A Man and a Woman el 1970.
- Engelbert Humperdinck: A Man and a Woman el 1971.
- Carly Simon: It's Hard To Be Tender el 1986.

## Filmografia[8]
- 1966: Un homme et une femme de Claude Lelouch
- 1967: Històries de brètols (Le Soleil des voyous) de Jean Delannoy
- 1967: Vivre per vivre de Claude Lelouch
- 1968: 13 jours en France de Claude Lelouch
- 1968: Mayerling de Terence Young
- 1969: La Vie, l'Amour, la Mort de Claude Lelouch
- 1969: Hannibal Brooks de Michael Winner
- 1969: El passatger de la pluja (Le Passager de la pluie) de René Clément
- 1969: Un Homme qui me plaît de Claude Lelouch
- 1970: Love Story de Arthur Hiller
- 1970: El trinxeraire (Le Voyou) de Claude Lelouch
- 1971: Les Pétroleuses de Christian-Jaque
- 1971: Iran, documental curt sobre l'Iran de Claude Lelouch
- 1971: Smic, Smac, Smoc de Claude Lelouch
- 1972: La Bonne Année de Claude Lelouch
- 1972: Le Petit Poucet de Michel Boisrond
- 1972: Com una llebre acorralada (La Course du lièvre à travers les champs) de René Clément
- 1973: Les Hommes de Daniel Vigne
- 1973: L'aventura és l'aventura (L'aventure c'est l'aventure) de Claude Lelouch
- 1973: Un amour de pluie de Jean-Claude Brialy
- 1973: Toute une vie de Claude Lelouch
- 1974: Mariage de Claude Lelouch
- 1974: Le Chat et la Souris de Claude Lelouch
- 1974: Visit to a Chief's Son de Lamont Johnson
- 1975: Emmanuelle l'antivierge de Francis Giacobetti
- 1976: Le Bon et les Méchants de Claude Lelouch
- 1976: Si c'était à refaire de Claude Lelouch
- 1976: Le Corps de mon ennemi de Henri Verneuil
- 1976: Bilitis de David Hamilton
- 1976: Ames perdues de Dino Risi
- 1977: Un autre homme, une autre chance de Claude Lelouch
- 1978: Robert et Robert de Claude Lelouch
- 1978: Les Ringards de Robert Pouret
- 1978: International Velvet de Bryan Forbes
- 1979: À nous deux de Claude Lelouch
- 1981: Les Uns et les autres de Claude Lelouch
- 1982: Salut la puce de Richard Balducci
- 1982: Edith et Marcel de Claude Lelouch
- 1983: J'ai rencontré le Père Noël de Christian Gion
- 1984: Canicule de Yves Boisset
- 1984: Les Ripoux de Claude Zidi
- 1986: Un homme et une femme: Vingt ans déjà de Claude Lelouch
- 1987: Les Yeux noirs de Nikita Mikhalkov
- 1987: Association de malfaiteurs de Claude Zidi
- 1988: Attention bandits de Claude Lelouch
- 1988: Bernadette de Jean Delannoy
- 1988: Itinéraire d'un enfant gâté de Claude Lelouch
- 1989: Ripoux contre ripoux de Claude Zidi
- 1989: La Passion de Bernadette de Jean Delannoy
- 1989: Trop belle per toi de Bertrand Blier
- 1990: Il y a des jours... et des lunes de Claude Lelouch
- 1990: Le Provincial de Christian Gion
- 1992: La Belle Histoire de Claude Lelouch
- 1993: L'Inconnu dans la maison de Georges Lautner
- 1993: Tout ça per ça de Claude Lelouch
- 1994: Les Clés du paradis de Philippe de Broca
- 1994: Le Voleur et la Menteuse de Paul Boujenah
- 1994: Les Misérables (pel·lícula del 1994)!Les Misérables de Claude Lelouch
- 1996: Hommes, femmes, mode d'emploi de Claude Lelouch
- 1998: Hasards ou Coïncidences de Claude Lelouch
- 1999: Les Insaisissables de Christian Gion
- 1999: Une per toutes de Claude Lelouch
- 2003: Ripoux 3 de Claude Zidi
- 2004: Les Parisiens de Claude Lelouch
- 2005: Le Courage d'aimer de Claude Lelouch
- 2010: Ces amours-là de Claude Lelouch amb Laurent Couson
- 2014: Salaud, on t'aime de Claude Lelouch amb Johnny Hallyday, Sandrine Bonnaire, Eddy Mitchell

## Discografia
- 2011: L'intégrale Francis Lai - Claude Lelouch (FGL Productions)
- 2012: Le Cinéma de Francis Lai (FGL Productions)

## Premis i nominacions

### Premis
- 1970: Oscar a la millor banda sonora per Love Story
- 1970: Globus d'Or a la millor banda sonora original per Love Story
- 1977: Primer Premi per la millor canço del món l'any 1977 al « Yamaha World Popular Song Festival » (a Tòquio, Japó) amb la cançó Bonsoir tristesse (text de Magali Déa), interpretada per Nicole Martin
- 2011: Prix Henri-Langlois pel conjunt de la seva carrera
- 2014: Premi d'honor pel conjunt de la seva carrera (Lifetime Achievement Award) als World Soundtrack Awards

### Nominacions
- 1967: Globus d'Or a la millor banda sonora original per Un homme et une femme
- 1967: Globus d'Or a la millor cançó original per Un homme et une femme amb "A Man and a Woman"
- 1968: Globus d'Or a la millor banda sonora original per Vivre pour vivre
- 1968: Globus d'Or a la millor cançó original per Vivre pour vivre amb "Des Ronds dans l'Eau"
- 1969: BAFTA a la millor música per Vivre pour vivre
- 1972: Grammy a la millor banda sonora original escrita per pel·lícula per Love Story
- 1975: BAFTA a la millor música per La bonne année
- 1978: César a la millor música original per Bilitis
- 1982: César a la millor música original per Les uns et les autres
- 1989: César a la millor música original per Itinéraire d'un enfant gâté
- 1999: César a la millor música original per Hasards ou Coïncidences